# Cap del Ginebrar
El Cap del Ginebrar és una muntanya de 1.931 metres que es troba al municipi de Toses, a la comarca catalana del Ripollès.